# Jugador Mundial de la FIFA 2005

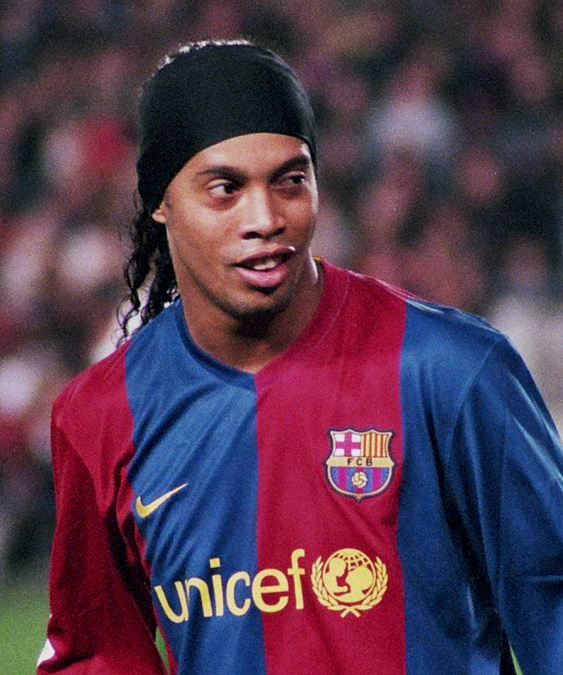
El jugador brasileño Ronaldinho en el FC Barcelona.

La decimoquinta entrega de este premio se llevó a cabo el 19 de diciembre de 2005 en el Teatro de ópera de Zúrich. El brasileño Ronaldinho (FC Barcelona) se quedó con el primer puesto, quedando el inglés Frank Lampard (Chelsea) en segundo lugar y el camerunés Samuel Eto´o (FC Barcelona) en tercer lugar.

## Sistema de votación
Aquellos que tenían derecho a voto elegían los que a su juicio habían sido los tres mejores jugadores del mundo. Al jugador que habían elegido en primer lugar se le asignaban 5 puntos, al que habían elegido en segundo lugar se le asignaban 3 puntos y al que habían elegido en tercer lugar se le asignaba 1 punto.

## Posiciones finales
| Puesto | Jugador             | Equipo                   | Votos | Votos | Votos | Votos | Puntos |
| Puesto | Jugador             | Equipo                   | 1º    | 2º    | 3º    | Total | Puntos |
| ------ | ------------------- | ------------------------ | ----- | ----- | ----- | ----- | ------ |
| 1º     | Ronaldinho          | FC Barcelona             | 159   | 46    | 23    | 228   | 956    |
| 2º     | Frank Lampard       | Chelsea                  | 25    | 45    | 46    | 116   | 306    |
| 3º     | Samuel Eto´o        | FC Barcelona             | 15    | 29    | 28    | 72    | 190    |
| 4º     | Thierry Henry       | Arsenal                  | 11    | 34    | 15    | 60    | 172    |
| 5º     | Adriano             | Inter de Milán           | 17    | 21    | 22    | 60    | 170    |
| 6º     | Andriy Shevchenko   | AC Milan                 | 16    | 18    | 19    | 53    | 153    |
| 7º     | Steven Gerrard      | Liverpool                | 11    | 19    | 19    | 49    | 131    |
| 8º     | Kaká                | AC Milan                 | 10    | 12    | 15    | 37    | 101    |
| 9º     | Paolo Maldini       | AC Milan                 | 7     | 11    | 8     | 26    | 76     |
| 10º    | Didier Drogba       | Chelsea                  | 3     | 12    | 14    | 29    | 65     |
| 11º    | Michael Ballack     | Bayern Munich            | 6     | 8     | 10    | 24    | 64     |
| 12º    | Ronaldo             | Real Madrid              | 7     | 7     | 7     | 21    | 63     |
| 13º    | Zinedine Zidane     | Real Madrid              | 5     | 8     | 6     | 19    | 55     |
| 14º    | Zlatan Ibrahimović  | Inter de Milán           | 1     | 5     | 16    | 22    | 36     |
| 15º    | Deco                | FC Barcelona             | 1     | 4     | 7     | 12    | 24     |
| 16º    | Juan Román Riquelme | Villarreal CF            | 1     | 3     | 6     | 10    | 20     |
| 17º    | Robinho             | Santos / Real Madrid     |       | 5     | 4     | 9     | 19     |
| 18º    | David Beckham       | Real Madrid              | 1     | 3     | 3     | 7     | 17     |
|        | Wayne Rooney        | Manchester United        |       | 3     | 8     | 11    | 17     |
| 20º    | Cristiano Ronaldo   | Manchester United        | 1     | 1     | 5     | 7     | 13     |
| 21º    | Ruud van Nistelrooy | Manchester United        | 1     | 1     | 3     | 5     | 11     |
|        | Michael Essien      | Olympique Lyon / Chelsea | 1     | 1     | 3     | 5     | 11     |
| 23.º   | Raúl                | Real Madrid              |       |       | 8     | 8     | 8      |
|        | Pavel Nedvěd        | Juventus                 |       | 2     | 2     | 4     | 8      |
| 25º    | Arjen Robben        | Chelsea                  | 1     |       |       | 1     | 5      |
| 26º    | Cafú                | AC Milan                 |       | 1     |       | 1     | 3      |
|        | Jay-Jay Okocha      | Bolton                   |       | 1     |       | 1     | 3      |
|        | Alessandro Nesta    | AC Milan                 |       |       | 3     | 3     | 3      |
|        | Roberto Carlos      | Real Madrid              |       | 1     |       | 1     | 3      |
| 30.º   | Gianluigi Buffon    | Juventus                 |       |       | 1     | 1     | 1      |